# أوكنة أفزلية
أوكنة أفزلية (الاسم العلمي:Ochna afzelii) هي نوع من النباتات تتبع جنس الأوكنة من الفصيلة الأوكنية.